# سفارة مصر في السودان
سفارة مصر في السودان هي الممثلية الدبلوماسية العليا لدولة جمهورية مصر العربية لدى جمهورية السودان. تقع السفارة في الخرطوم، وتهدف لتعزيز المصالح المصرية في السودان.